# Olgica Batić

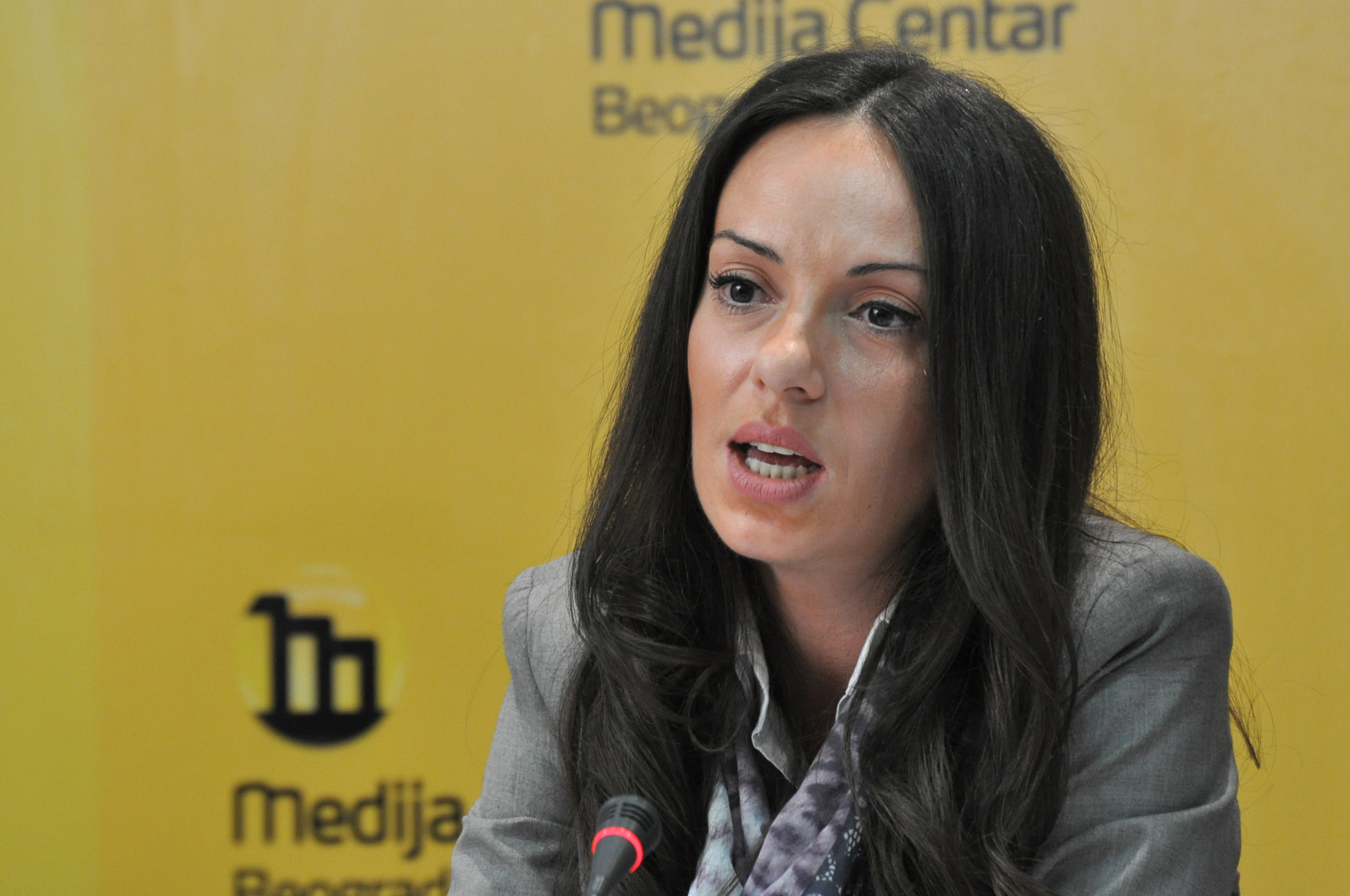
Olgica Batić (2012)

Olgica Batić (serbisch-kyrillisch Олгица Батић; * 7. Dezember 1981 in Belgrad) ist eine serbische Juristin und Politikerin. Sie war von 2011 bis 2017 Vorsitzende der Christlich-Demokratischen Partei von Serbien und von 2012 bis 2016 Abgeordnete in der serbischen Nationalversammlung.

## Leben und Wirken
Olgica Batić ist die Tochter von Vladan Batić, dem Gründer und ehemaligen Vorsitzenden der Christlich-Demokratischen Partei von Serbien (DHSS). Sie besuchte die Schule in Obrenovac und Belgrad und studierte nach ihrem Schulabschluss Rechtswissenschaft an der rechtswissenschaftlichen Fakultät der Universität Belgrad. Nach ihrem Studienabschluss schloss sie sich der Rechtsabteilung der von ihrem Vater geleiteten DHSS an. Als ihr Vater am 29. Dezember 2010 starb, wurde Olgica Batić auf dem folgenden Parteitag am 3. September 2011 selbst zur Vorsitzenden der Partei gewählt. Bei den Parlamentswahl in Serbien 2012 wurde sie für die DHSS als Abgeordnete in die serbischen Nationalversammlung gewählt. Als Abgeordnete vertrat sie teilweise radikale Positionen. Beispielsweise forderte sie bei bestimmten Sexualstraftaten eine Mindestfreiheitsstrafe von 30 Jahre und die Kastration von Wiederholungstätern. Sie war unter anderem Mitglied in den Ausschüssen für Justiz, öffentliche Verwaltung und Lokalregierungen sowie für Verwaltung, Finanzen und Immunitätsfragen. Zudem war sie Mitglied im Exekutivrat der Global Organization of Parliamentarians Against Corruption. Nach den Parlamentswahlen 2016 schied sie aus dem Parlament aus. 2017 verkündete sie als Vorsitzende der DHSS den Anschluss der Partei an die Bewegung zur Wiedererrichtung des Königreichs Serbien.
Nach Ende ihrer politischen Karriere betätigt sich Batić nunmehr als Rechtsanwältin in Belgrad. Ihr Tätigkeitsschwerpunkt liegt im allgemeinen Strafrecht und im Wirtschaftsstrafrecht.